# Синдром на Ваарденбург
Синдромът на Ваарденбург е рядко генетично заболяване най-често характеризирано с различни нива на глухота, малки дефекти в структурите, произтичащи от нервния гребен, както и аномалии в пигментацията.
За първи път е описан през 1951.

## Белези и симптоми
Симптомите варират според вида на синдрома, както и от пациент на пациент, но най-вече те включват:
- много бледи или светлосини очи, очи с два различни цвята (пълна хетерохромия) или очи с два различни цвята на единия ирис (частична хетерохромия)[2]
- кичур бяла коса (полиоза) или преждевременно побеляване на косата
- умерена до дълбока загуба на слуха (по-висока честота, свързана с Тип II)
- бели петна по кожата (загуба на пигментация)
- аномалии на ръцете, свързани с Тип III
- неврологични заболявания